# Редован
Редован (ісп. Redován) — муніципалітет в Іспанії, у складі автономної спільноти Валенсія, у провінції Аліканте. Населення — 8123 особи (2022).

## Географія
Муніципалітет розташований на відстані близько 350 км на південний схід від Мадрида, 45 км на південний захід від Аліканте.

## Демографія
Динаміка населення (INE ):

## Галерея зображень

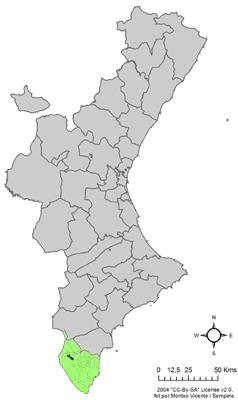
Розташування муніципалітету Редован у автономній спільноті Валенсія
Розташування муніципалітету Редован у комарці Вега-Баха-дель-Сегура